# Premium Rush
Premium Rush är en amerikansk långfilm från 2012 i regi av David Koepp, med Joseph Gordon-Levitt, Michael Shannon, Dania Ramirez och Jamie Chung i rollerna.

## Handling
Filmen utspelar sig inte i kronologisk ordning, ett flertal klipp och tidshopp inträffar under filmen. För att hålla tittaren informerad hur exakt scenerna hänger ihop finns det en digital klocka som hoppar framåt eller bakåt beroende på när i kronologin scenen inträffar.
Wilee (Joseph Gordon-Levitt) är ett cykelbud i New York. Han arbetar tillsammans med sin före detta flickvän Vanessa (Dania Ramirez). Vanessas rumskamrat Nima (Jamie Chung) levererar  $50 000 dollar till Mr Leung (Henry O) i utbyte mot en biljett för att smuggla in Nimas son och moder till USA. Mr. Lin får reda på biljetten och att den som ger tillbaka den till Mr Leung kan få tillbaka pengarna. Lin tar hjälp av den korrupta polisen Bobby Monday (Michael Shannon) för att få tag på biljetten. Men Nima har fått Wilee att leverera biljetten till smugglarna.

## Rollista
| Joseph Gordon-Levitt | – Wilee, cykelbud             |
| Michael Shannon      | – Bobby Monday, korrupt polis |
| Dania Ramirez        | – Vanessa, Wilees ex          |
| Jamie Chung          | – Nima, Vanessas rumskamrat   |
| Wolé Parks           | – Manny, Wilees rival         |
| Aasif Mandvi         | – Raj, Wilees chef            |
| Henry O              | – Mr. Leung                   |
| Brian Koppelman      | – lånehaj                     |

## Produktion

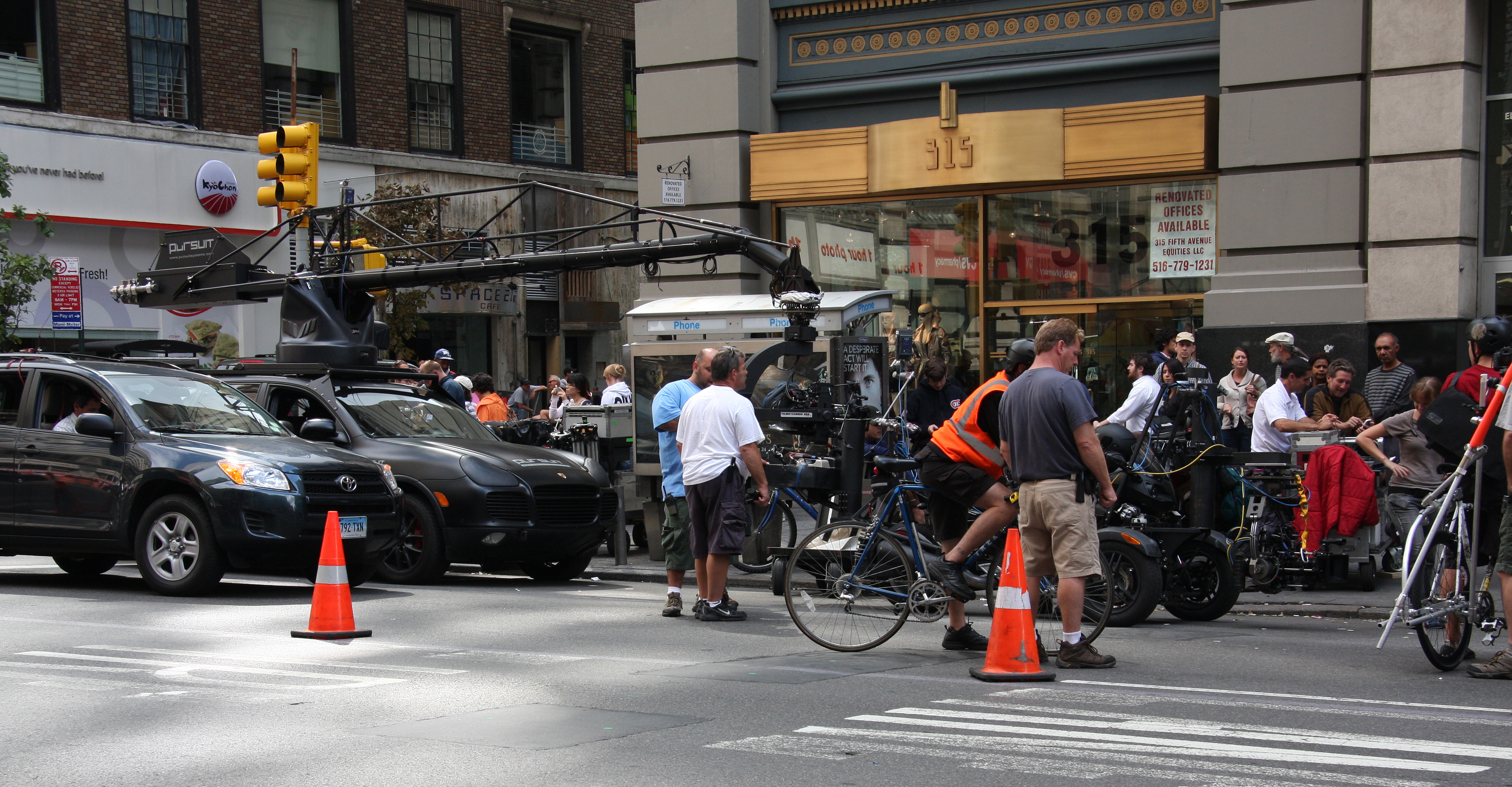
Vid korsningen mellan 5th Avenue och West 34th Street (under Empire State Building) förbereder ett filmteam en inspelning

Inspelning påbörjades i mitten av juli 2010 i New York. Gordon-Levitt skadades under inspelningen då han råkade cykla för fort och kraschade in i baksidan i en taxi. Det krävdes 31 stygn för att lappa ihop hans arm efter kollisionen. Sekvenser från stunderna efter olyckan förekommer som en scen under eftertexterna.

## Mottagande
Hos kritikerna blev mottagandet till stor del varmt, efter 151 insamlade recesioner på recensionssajten Rotten Tomatoes är 76% positiva. Svenska Dagbladets recensent Jan Lumholdt gav filmen 4 av 5 och tyckte att tempot och skådespelarna lyfte filmen:
| ” | Jakten rasar runt på Manhattan i huvudlös fart. Det är slickt levererat med snygga jaktscener, allt inspelat på plats. Regissör Koepp har också rollbesatt med fin känsla... | „ |